# Naturschutzgebiet Schlingenbachtal
Das Naturschutzgebiet Schlingenbachtal erstreckt sich zwischen Vilkerath und Schalken. Es wird vom Schlingenbach durchflossen. Westlich von der ehemaligen Schlingenthaler Mühle wird es durch eine Fischteichanlage an der Landstraße 153 in zwei Teile getrennt.

## Beschreibung
Das Gebiet umfasst beinahe den gesamten Lauf des Schlingenbaches bis kurz vor seiner Mündung in die Agger einschließlich seiner Aue. Es liegt in einer insgesamt sehr waldreichen Umgebung mit ausgedehnten Fichtenforsten und Buchenwäldern, die auch die Talhänge zum größten Teil überziehen und nur von einzelnen Weilern und ihren Grünlandflächen unterbrochen werden. 
Die westliche Hälfte des Naturschutzgebiets ist überwiegend durch Auengrünland geprägt. Das Grünland ist weitgehend naturnahe mit verschiedenen Feuchtstufen vorzufinden und wird mäandrierend vom Schlingenbach durchflossen.
Das östliche Teilstück wird von quellig-nassem Erlenauwald und Fichtenforsten dominiert. Offenland tritt gegen Osten zuerst wieder in der Umgebung der Quellen auf der Hochfläche auf. Das meiste davon wird noch genutzt als Rinder-, Pferde- oder Schafweide.

## Schutzzwecke
Die Schutzausweisung dient zur Erhaltung und Entwicklung eines Bachtales mit 
großflächigem Auengrünland und kleinen Erlenwäldern sowie zur Wiederherstellung 
naturnaher Au- und Hangwälder. 
Im Einzelnen sind folgende Schutzzwecke festgesetzt: 
- Erhaltung und Sicherung der folgender Biotope: Fließgewässer, Auwälder, Quellbereiche, Nass- und Feuchtgrünland, Bruch- und Sumpfwälder,
- Sicherung der Funktion als Biotopverbundfläche von herausragender Bedeutung,
- Erhaltung und Entwicklung eines naturnahen Baches und seiner Aue
- Erhaltung, Entwicklung und Wiederherstellung naturnaher Au- und Hangwälder,
- Erhaltung und Entwicklung des überwiegend feuchten Grünlandes in der Bachaue und in den Quellbereichen.[1]

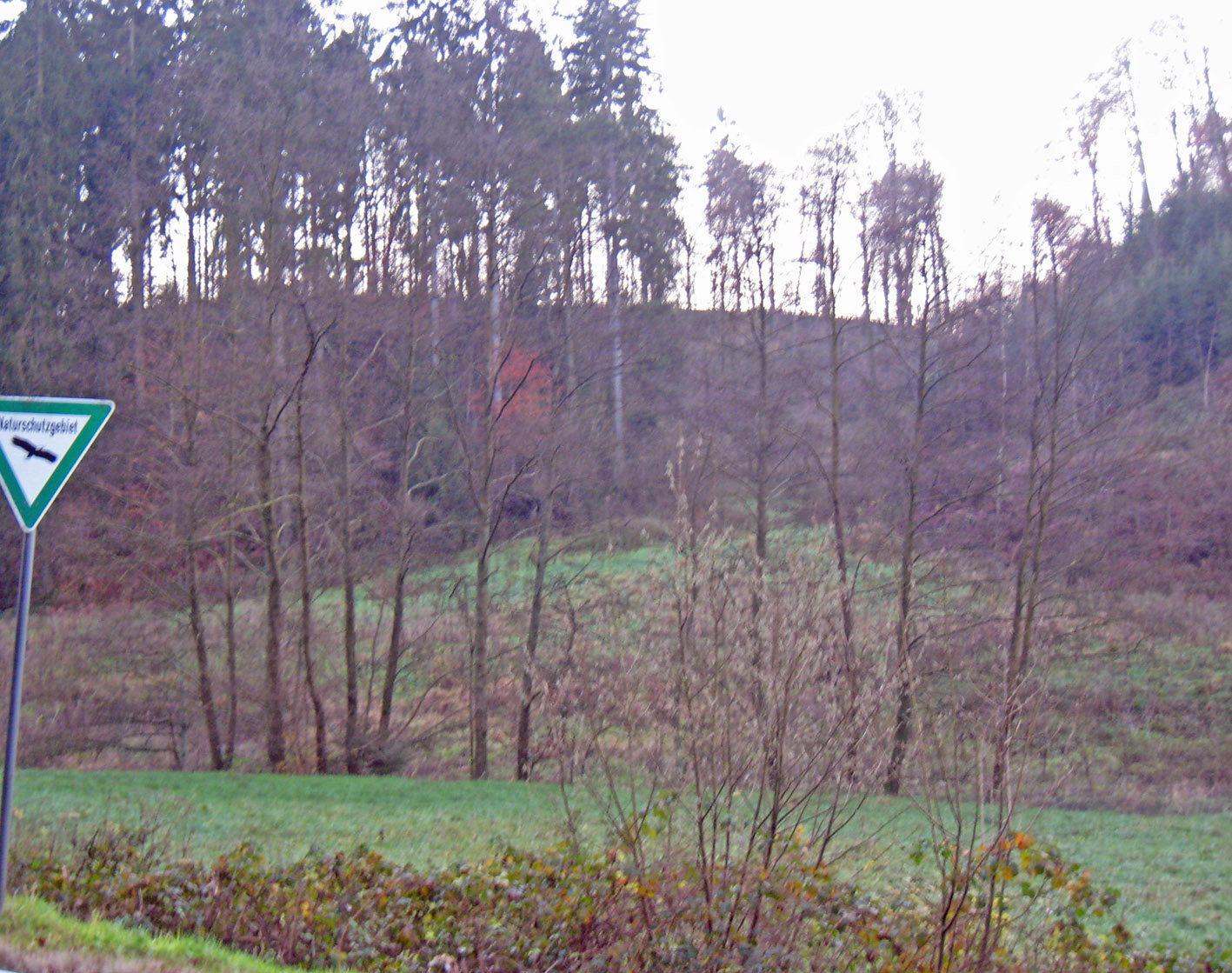
An Eingang zum Naturschutzgebiet
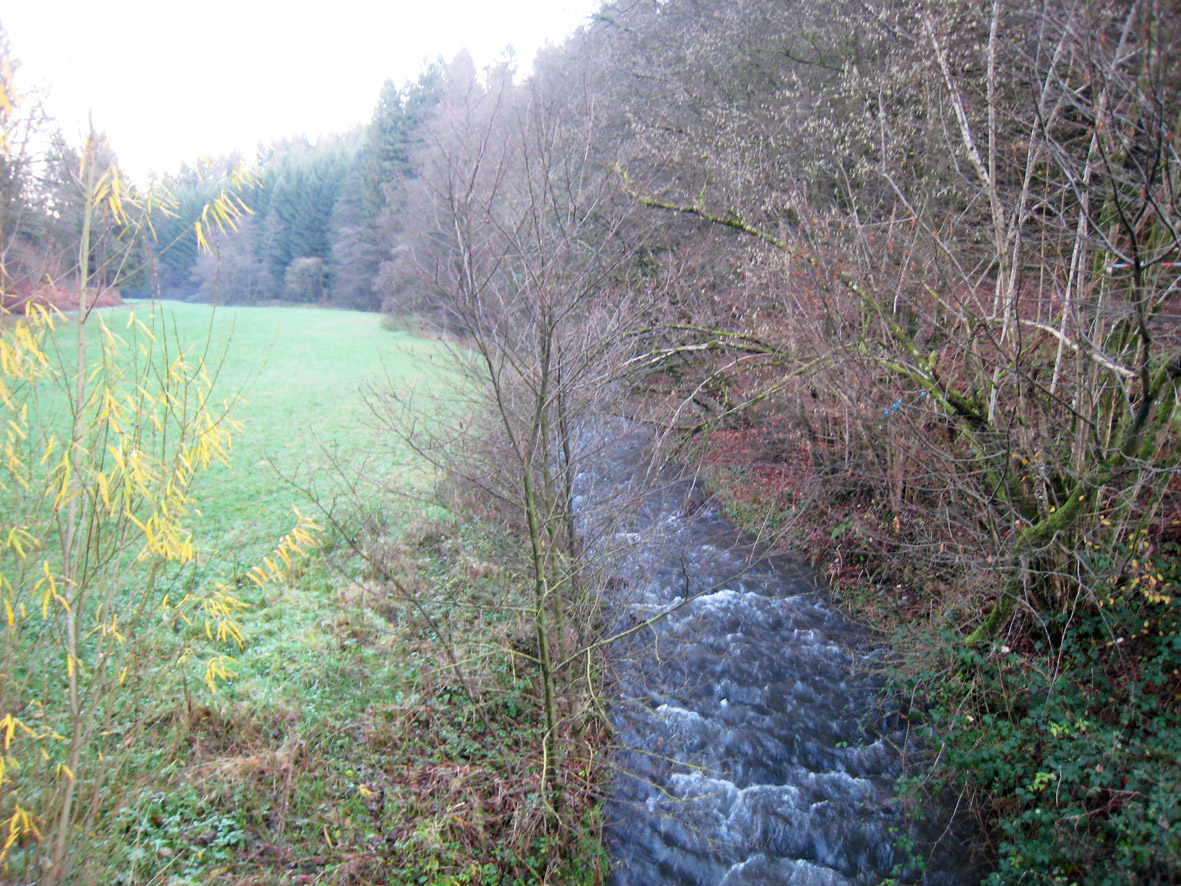
Der Schlingenbach